# La tabernera del puerto
La tabernera del puerto é uma zarzuela em 3 atos, com livreto de Federico Rosemary Sarachaga e Guillermo Fernández-Shaw Iturralde e música de Pablo Sorozábal. Estreou pela primeira vez em 6 de abril de 1936 no Teatro Tivoli de Barcelona.

## Sinopse
A ação se desenvolve durante os anos 30 do século de XX no porto da cidade imaginária de Cantabreda, no norte de Espanha.
Neste porto está a taverna de Marola. Ninguém sabe a origem de Marola, só se sabe que a taverna foi financiada pelo bandido Juan de Eguía que todos acreditam ser seu marido.
O marinheiro Simpson fala de Leandro (pescador apaixonado com Marola). Marola e Leandro se apaixonam. Abel, um adolescente, intérprete de acordeon, também se apaixona por Marola mas não é correspondido.
Um grupo de mulheres da cidade entram em conflito com Marola por enlouquecer a todos os homens, mas ela defende os recriminando pois elas não prestam atenção a seus maridos. Juan de Eguía fala a Marola da impotência de Abel.
No dia seguinte Abel conta a todos sobre o ocorrido, isso faz com que o olhar de todos os presentes, se voltem para Juan para lhe pedir explicações. Leandro conversa com Juan que admite que Marola é sua filha, onde convence Leandro para que fuja com sua amante.
O Juan de Eguía aparece novamente promete para Leandro a mão de Marola em troca disso, que entre com um fardo de cocaína na cidade. Leandro aceita e acompanhado por sua amante até uma arte pequena caverna que só se tem acesso por mar, carregando o fardo de cocaína, mas eles são surpresos por uma tempestade e desaparecem.
Abel canta à desaparecida Marola, enquanto entristecido, Juan conta para todos os presentes que na realidade, Marola é sua filha. Em seguida o marinheiro Simpson traz as boas notícias de que Leandro e Marola estão vivos e se dirigem ao porto amparados pelas autoridades alfandegárias. Juan admite para ser o verdadeiro culpado de tudo aquilo que aconteceu e é detido, enquanto Leandro e Marola ganham a liberdade.